# Siebe Korenblek
Siebe Korenblek (* 22. März 2002 in Enkhuizen) ist ein niederländischer Volleyballnationalspieler.

## Karriere
Korenblek begann seine Karriere in seiner Heimatstadt bei VV Madjoe Enkhuizen. 2020 wechselte der Mittelblocker zum Erstligisten VV Compaen Oostzaan. Von 2021 bis 2023 spielte er bei der Nachwuchsmannschaft Talentteam Papendal. 2023 wurde er vom deutschen Bundesligisten SWD Powervolleys Düren verpflichtet. Im Juni gab er in der Nations League beim Spiel gegen die USA sein Debüt für die niederländische Nationalmannschaft. Mit Düren erreichte Korenblek in der Saison 2024/24 das Viertelfinale im DVV-Pokal und das Achtelfinale im CEV-Pokal. Ende Januar 2024 wurde er für den Rest der Saison an den niederländischen Erstligisten VC Limax ausgeliehen, um Spielpraxis zu sammeln. Im DVV-Pokal 2024/25 unterlagen die Dürener mit 2:3 im Finale gegen die Berlin Recycling Volleys. Anschließend mussten sie sich in den Bundesliga-Playoffs wie im Vorjahr im Viertelfinale gegen den VfB Friedrichshafen geschlagen geben. Korenbleks Vertrag in Düren läuft noch bis 2026.